# Termometr gazowy
Termometr gazowy (termometr ciśnieniowy gazowy) – urządzenie służące do pomiaru temperatury, którego zasada działania oparta jest na wykorzystaniu zjawiska rozszerzalności termicznej gazu. Pomiar temperatury odbywa się za pomocą czujnika, który składa się z kapsuły wypełnionej gazem, kapilary i elementu sprężystego (rurka Bourdona). Zmiana temperatury medium powoduje powstanie wewnętrznego ciśnienia, co jest mierzone przez układ z rurką Bourdona. Zmiany temperatury otoczenia są wyrównywane z wykorzystaniem układu bimetalicznego znajdującego się wewnątrz termometru.
Temperaturę wyznacza zależność: {\displaystyle T=T_{wz}(p/p_{wz}),} przy V=const, gdzie {\displaystyle T_{wz}} i {\displaystyle p_{wz}} to temperatura i ciśnienie wzorca.